# .pk
.pk este un domeniu de internet de nivel superior, pentru Pakistan (ccTLD).